# روبرت بينوك
روبرت بينوك (بالإنجليزية: Robert T. Pennock)‏ هو الفيلسوف وبروفسور يعمل في مشروع الكائن الرقمي أفيدا في جامعة ولاية ميشيغان منذ عام 2000. كان بينوك شاهدا في قضية كيتسميلر ضد مدارس منطقة دوفر، نيابة عن المدعين، ووصف كيف ان التصميم الذكي هو شكل محدث من الخلق وليس العلم، موضحا كيف ان حجج التصميم الذكي هي في الاساس نفس الحجج الخلقية التقليدية مع تعديلات للقضاء على أي إشارة صريحة عن الله والكتاب المقدس، فضلا عن اعتماد اللغة التفكيكية ما بعد الحداثة. وضعت بينوك أيضا إلى التاريخ الفلسفي طبيعية المنهجية والفلسفية لأنها تدعم العلم، وأوضح أنه إذا تم تبني التصميم الذكي حقا فإنه العودة الحضارة الغربية إلى حالة ما قبل التنوير.